# Rivière Madisson
Rivière Madisson är ett vattendrag i Kanada.   Det ligger i provinsen Québec, i den sydöstra delen av landet, 400 km öster om huvudstaden Ottawa.
I omgivningarna runt Rivière Madisson växer i huvudsak blandskog. Runt Rivière Madisson är det mycket glesbefolkat, med 6 invånare per kvadratkilometer.